# Carl von Hohenbalken

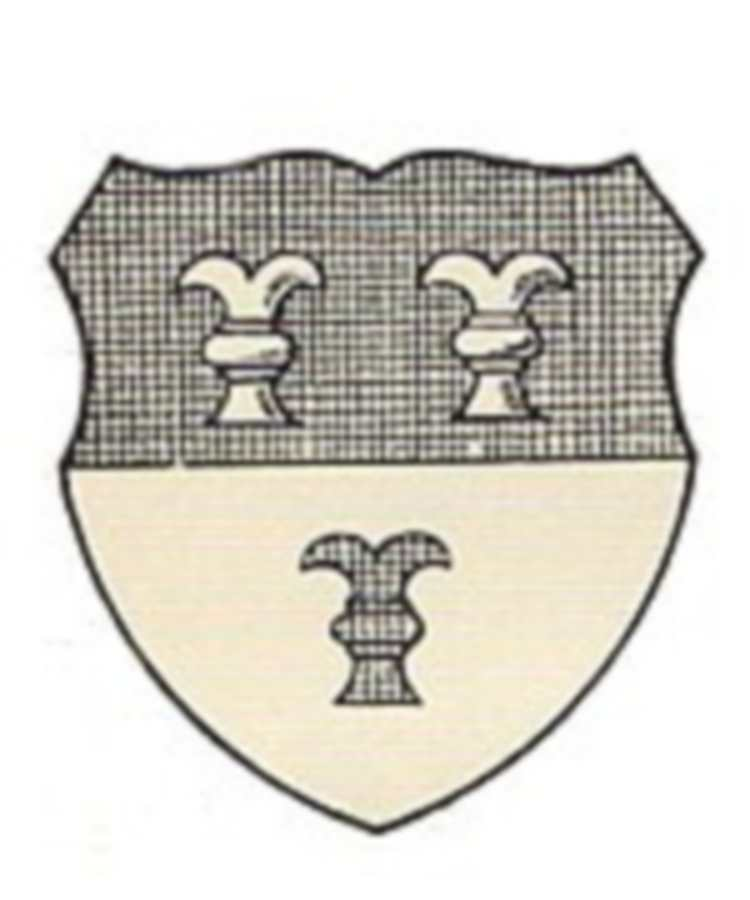
Familienwappen Carl von Hohenbalken

Carl von Hohenbalken, auch Carl ab Hohenbalken, ist eine alte Ministerialenfamilie im Val Müstair (deutsch Münstertal, italienisch Val Monastero) im Schweizer Kanton Graubünden.

## Geschichte
Der Name Carl bezieht sich auf Karl den Grossen; auf ihn soll die Gründung des Klosters St. Johann in Müstair zurückgehen. Den Zusatz nahmen sich die "Carle" von der Burganlage Balcun At oberhalb des Dorfes. 1427 erscheint der Name erstmals: …Ich Janutt Carl de Balkun ault oder von Hohenbalken ze tütsch genannt… Vielleicht stammt der Name von einem hoch (lat. altus) gelegenen Balkon oder einer Galerie. Später wurde daraus Balkun ault verdeutscht Hohenbalken; aus dem Balkon wurde ein Balken. Ob eine Namensübertragung auf die Burg Hohenbalken in der Surselva stattfand, ist möglich, aber nicht geklärt.
Urkundlich als Zeugen in Müstair erwähnt werden 1193 Carolus de Monasterio und 1289 Carolus operaius. Als bischöflichen Ministerialen werden Familienmitglieder im 14. und 15. Jahrhundert tituliert. Der oben genannte Janutt war 1427 Vorsitzender (Ministral) der Talgeschworenen beim Erlass der Zivil- und Kriminalstatuten des Münstertales. Anfang des 17. Jahrhunderts führten "Carle" die venezianische Partei im Münstertal an. So war Nikolaus Carl von Hohenbalken mit Jörg Jenatsch und anderen 1621 an der Ermordung des Pompejus von Plantas beteiligt. Drei Äbtissinnen des Benediktinerinnenklosters St. Johann in Müstair kamen im 16. und 17. Jahrhundert aus der Familie.
Im 18. Jahrhundert erloschen die Hauptlinien von Chur und Münstertal. Die direkte Abkunft der beiden Kaspar Carl von Hohenbalken ist zum Teil unsicher.

## Wappen
Der Wappenschild der Familie Carl von Hohenbalken (bischöfliches Ministerialengeschlecht des Münstertales) Blasonierung: Geteilt von Schwarz und Silber mit drei Schachfiguren (2,1) in gewechselten Farben

## Personen

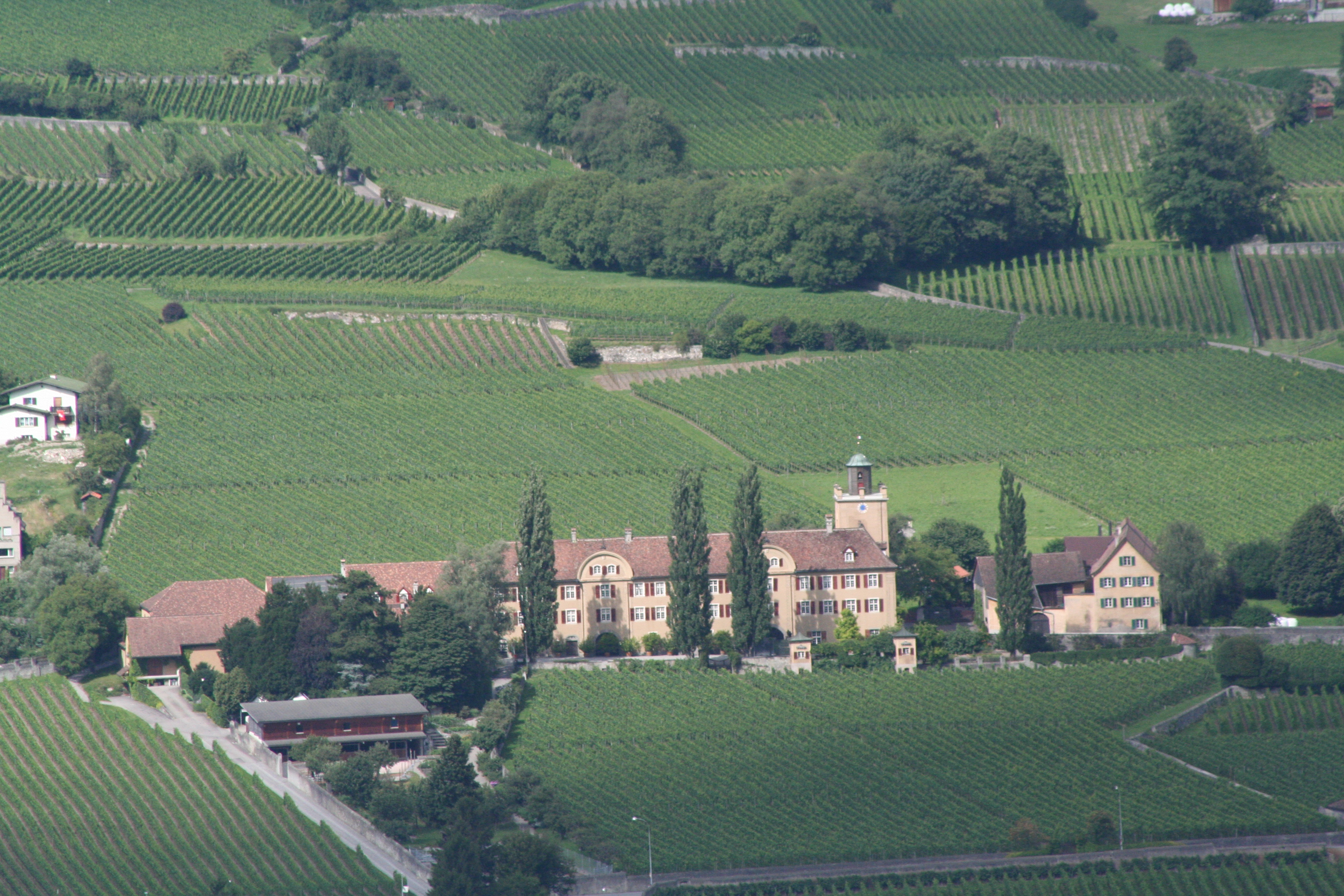
Schloss und Gut Salenegg bei Maienfeld

- Gregor Carl von Hohenbalken, † 1577, Sohn des Churer Bürgermeisters Hans Carl von Hohenbalken und Margareta Metzler (Schwester des Bischofs von Konstanz, Christoph Metzler), 1⚭ Margreth Beeli von Belfort, Tochter des Conradin Beeli (von Belfort), 2⚭ 1570 Violanda von Salis-Soglio, Tochter des Gubert, Veltliner Landeshauptmann. 1537/38 Podestà in Morbegno, 1542–1544 Söldnerhauptmann in französischen Diensten, 1545 Stadtvogt von Chur. 1548 Erwerb der Burg Neu-Aspermont und Güter bei Jenins. 1557–1559 Landvogt und von 1573 bis 1577 Pächter der Landvogtei Maienfeld, er erwarb der Schloss Salenegg und Gut Salenegg. 1567 Erwerb von Schloss und Herrschaft Haldenstein. Der Karlihof in Chur geht vermutlich auf einstigen Besitz der Carls zurück (1515 an des Carlis Gütter), als Bürgermeister von Chur und Präsident des Gotteshausbundes 1523/24 sowie Mitsiegler des ersten Ilanzer Artikelbriefs beeinflusste er nachhaltig die Geschicke des jungen Dreibündestaates.
- Kaspar Carl von Hohenbalken, * 1736 in Tarasp, † 22. Juli 1797 in Wien, Studium der Theologie in Innsbruck und Wien, lernte den Jansenismus kennen und wurde sein überzeugtester Vertreter in Österreich. Der Wiener Seelsorger wurde 1778 Direktor der Theologischen Fakultät Olmütz-Brünn und leitete das dortige Priesterhaus. 1785 erfolgte seine Versetzung nach Wien. Der erste Kustos der Universitätsbibliothek, Kaspar Carl von Hohenbalken, wurde zum Dr. theol. h. c. der Universität Wien ernannt[3].
- Kaspar de Carl ab Hohenbalken * 27. März 1781 in Tarasp im Unterengadin; † 19. April 1859 in Chur, war römisch-katholischer Bischof des Bistums Chur

## Stammliste Carl von Hohenbalken (18. bis 20. Jahrhundert)
1. Johannes Carl von Hohenbalken ⚭ Ursula Thöni
  1. Kaspar de Carl ab Hohenbalken, * 27. März 1781 Tarasp, † 19. April 1859 Chur, Bischof von Chur
  2. Jacob Franz Carl von Hohenbalken * 7. Oktober 1784, Tarasp, † 6. Mai 1857 Innsbruck, ⚭ 1826 Maria Barbara von Tarnoczy * 20. September 1794, Innsbruck, † 27. August 1839, Innsbruck
    1. Joseph Carl von Hohenbalken * 17. November 1826, Innsbruck, † 8. Juli 1890, ⚭ 28. Februar 1859, Marie Anna Wilhelmine von Klebelsberg zu Thumburg * 10. November 1833 Welsberg, (Südtirol), † 31. Januar 1909, Innsbruck
      1. Marie Karoline Wilhelmine Carl von Hohenbalken * 6. März 1860 in Klausen, † 15. März 1941, Bruck an der Mur, ⚭ 11. Juli 1883 in Idrija (Slowenien) Anton Josef Ignaz Edler von Posch, * 17. April 1855, Hallstatt, † 1926
      2. Emilie Carl von Balken * 26. Juni 1861, Klausen, † 26. August 1861, Klausen
      3. Theodor Carl von Hohenbalken * 16. Juli 1863, Klausen, † 20. März 1928, Graz, ⚭ vor 1894 Paula Pichler * 24. Mai 1873 Amfels, † 17. März 1956
      4. Maximilian Carl von Hohenbalken * 12. Juni 1865, Klausen, † 7. März 1937, Kitzbühel, ⚭ 1901, Marie Luise Irma von Wocher (Wochner) zu Oberlochau und Hausen, * 3. Oktober 1878, Innsbruck, † 24. September 1929, Graz
      5. Wilhelmine (Mina) Carl von Hohenbalken * 20. Dezember 1866, Klausen, † 14. September 1878, Idrija (Slowenien)
      6. Josef (Pepi) Carl von Hohenbalken * 15. Mai 1868, Klausen, † 28. Juni 1869, Graz
      7. Johanna Maria Barbara Josefa Carl von Hohenbalken * 23. September 1869, Graz, † 11. Januar 1933, Innsbruck, ⚭ 15. Februar 1896 in Innsbruck, Otto Anton Gottfried Felix Johann Marchesani * 12. August 1862 Klobenstein (Ritten), † 11. Januar 1920, Innsbruck[4][5]
      8. Hermann Carl von Hohenbalken * 1. Juli 1872, Graz, † 25. April 1920, Graz, ⚭ 22. April 1899 in Graz, Hermine (Herma) Viditz (Wieditz) Edle von Auenstein, * 23. Februar 1877 Stein (Oberkrain), † 15. Januar 1959, Graz

    2. Antonie Carl von Hohenbalken * 16. April 1829 ⚭ Johann Peterlongo
    3. Maria Carl von Hohenbalken * 12. Oktober 1830, Innsbruck, ⚭ 29. November 1854 in Innsbruck, Ignatz Ritter von Feder * 13. August 1821, Chlumec, † 29. Oktober 1904, Innsbruck
    4. Ludwig Carl von Hohenbalken
    5. Franz Carl von Hohenbalken